# Pedro Escalante Arce
Pedro Antonio Escalante Arce (San Salvador, 16 de junio de 1945) es un abogado e historiador salvadoreño. Fue Director de la Academia Salvadoreña de la Historia, y el año 2004 fue reconocido con el Premio Nacional de Cultura.

## Biografía
Escalante Arce realizó sus estudios de primaria entre Francia y El Salvador. Obtuvo el grado de bachiller en Ciencias y Letras del Externado San José, y posteriormente continuó su instrucción en Alemania y Nueva York. Para 1975 se graduó como licenciado en Ciencias Jurídicas de la Universidad de El Salvador.
Su ejercicio laboral comprende la coordinación de la Investigación Histórica de Límites con Honduras, en el Ministerio de Relaciones Exteriores de El Salvador. En la Universidad "Dr. José Matías Delgado", se desempeñó como profesor de Historia Hispanoamericana y de temas de Cultura Centroamericana, Vicedecano de Cultura General y Bellas Artes, y Director de la Escuela de Ciencias de la Comunicación.
También ha desempeñado cargos oficiales, como miembro de la Comisión Presidencial para el rescate de Ciudad Vieja; del comité consultivo del Consejo Nacional para la Cultura y el Arte; de la comisión oficial para los 450 años del título de ciudad de San Salvador (1996); y la comisión interinstitucional para la creación del Museo Presidencial de El Salvador (2001).
Asimismo, ha sido parte de numerosas asociaciones históricas y culturales, tales como la Academia Salvadoreña de la Historia (1975, de la que es secretario perpetuo); Real Academia de la Historia (Madrid, 1984); Academia de Geografía e Historia de Guatemala (1989); Academias puertorriqueña, boliviana, portuguesa y dominicana de la Historia (1990, 1992, 1996 y 1997); Patronato Pro Patrimonio Cultural (1991); Instituto Salvadoreño de Cultura Hispánica (1993); Academia Salvadoreña de la Lengua (1997); Real Academia Española (Madrid, 1997); Ateneo de El Salvador (1998) y Seminario Permanente de Investigaciones Históricas (1999), entre otras. Por otra parte, ha asistido a numerosos eventos internacionales.
Su trayectoria ha sido reconocida por los grados de Caballero de la Orden de las Artes y las Letras (Francia, 1990); caballero de la Orden de Isabel la Católica (España, 1995); diploma de honor otorgado por el Colegio de Humanistas de El Salvador (San Salvador, 1994); y Premio Nacional de Cultura.

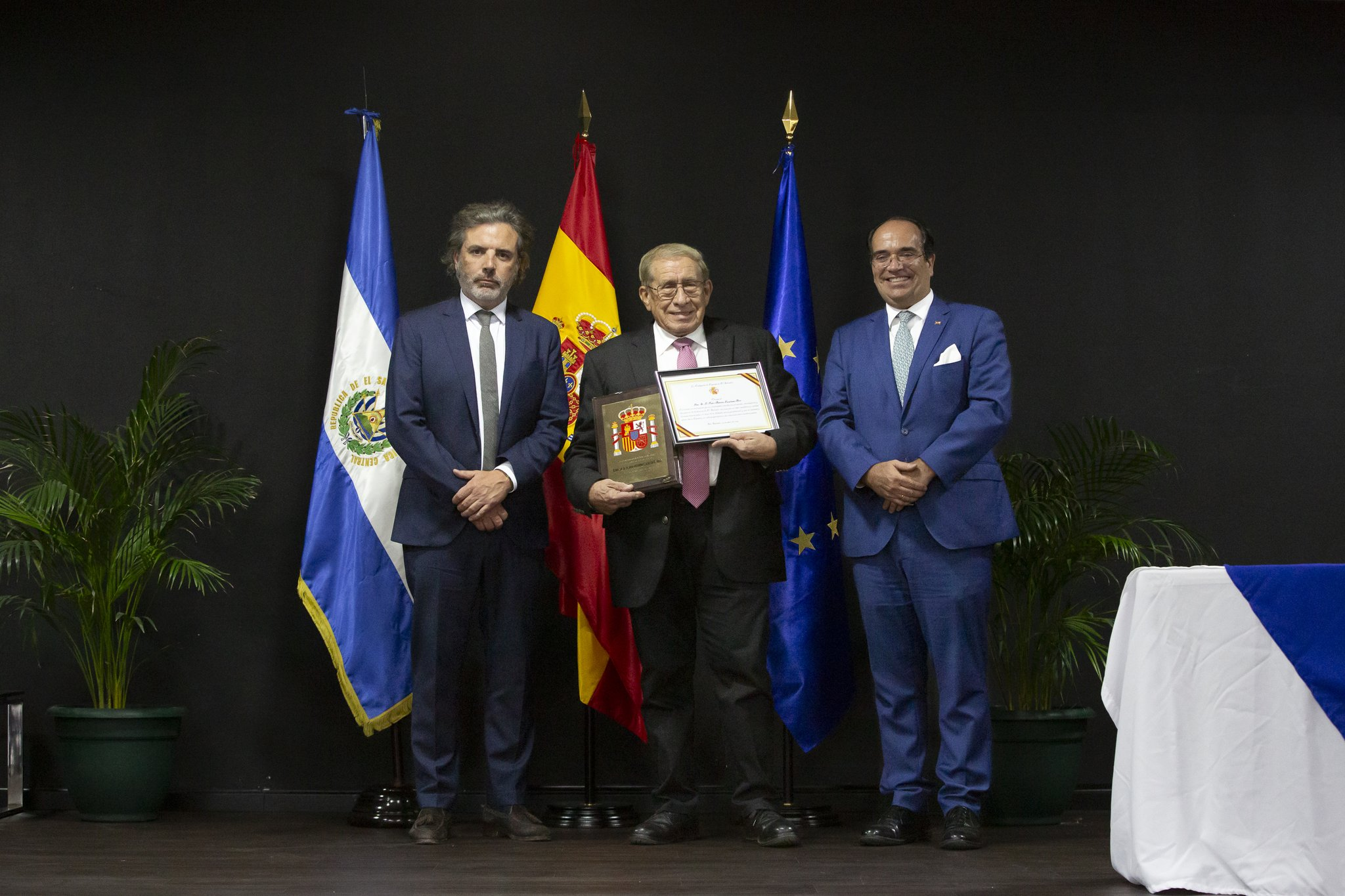
Homenaje de la Embajada de España en El Salvador al historiador Pedro Escalante Arce, con la participación de Santiago Herrero Amigo, director de Relaciones Culturales y Científicas de la Cooperación Española

Escalante Arce tiene como ascendientes a notables personajes de la historia salvadoreña como Manuel José Arce, Pedro Arce y Fagoaga, Manuela Antonia Arce de Lara, y Domingo Antonio de Lara, además de guardar parentesco con José Matías Delgado, y los Padres Aguilar. Sus padres fueron el doctor y diplomático Pedro Escalante Arce y Agustina Mena Ariz de Escalante Arce. Su educación en la ciencia de la historia es en mayor parte empírica, y sus escritos comprenden: Brasseur de Bourhourg. Esbozo biográfico (San Salvador (1988), Códice Sonsonate. Crónicas hispánicas (dos tomos, San Salvador, 1992) y Los Tlaxcaltecas en Centroamérica (San Salvador, 2001).